# The Welcome Burglar
The Welcome Burglar è un cortometraggio muto del 1909 scritto e diretto da David W. Griffith. Prodotto e distribuito dalla Biograph Company, aveva come interpreti Marion Leonard, Harry Solter, Charles Inslee.

## Trama
Alice, un'ingenua ragazza di campagna, si lascia irretire dal fidanzato, Ben Harris, un farabutto che la convince a fuggire con lui. Presto l'uomo si stanca di lei e l'abbandona. Vergognandosi di tornare a casa, Alice si cerca un lavoro come dattilografa. Il suo contegno modesto conquista il suo datore di lavoro che s'innamora e le chiede di sposarlo. Il matrimonio è felice ma, un giorno, Alice scopre che Ben, il suo primo marito che lei credeva morto, è invece ancora vivo. Con uno stratagemma, il redivivo - che ormai vive nella più completa dissolutezza - trova una scusa per fare in modo che il marito lasci sola in casa Alice che lui vuole rivedere. Quella stessa sera, però, la casa è oggetto anche della visita di un ladro che, per non farsi scoprire, si nasconde dietro una porta. Alice, a sentire quei rumori, scende al pianoterra: vedendo Harris, resta interdetta. Lui, allora, l'aggredisce per poi trovarsi davanti al ladro con il quale ingaggia una lotta. Va a finire che il ladro uccide Harris. Il marito, ritornato a casa, trova il portone chiuso, cosa che suscita i suoi sospetti. Alice, cercando una soluzione, chiede al ladro di andarsene lasciando i suoi strumenti da scasso lì. L'uomo, ben contento, fugge via. Quando il marito entra, trova la moglie con la pistola in mano: apparentemente, Alice ha sparato a un ladro che ha sorpreso a rubare in casa.

## Produzione
Il film fu prodotto dall'American Mutoscope & Biograph.

## Distribuzione
Il copyright del film, richiesto dall'American Mutoscope and Biograph Co., fu registrato il 19 gennaio 1909 con il numero H121797.
Distribuito dall'American Mutoscope & Biograph, il film - un cortometraggio di 241 metri - uscì nelle sale statunitensi il 25 gennaio 1909. Nelle proiezioni, veniva programmato con il sistema dello split reel, accorpato in un'unica bobina con un altro cortometraggio prodotto dalla Biograph, Those Awful Hats.
Non si conoscono copie ancora esistenti della pellicola che viene considerata presumibilmente perduta.